# Louis Welden Hawkins

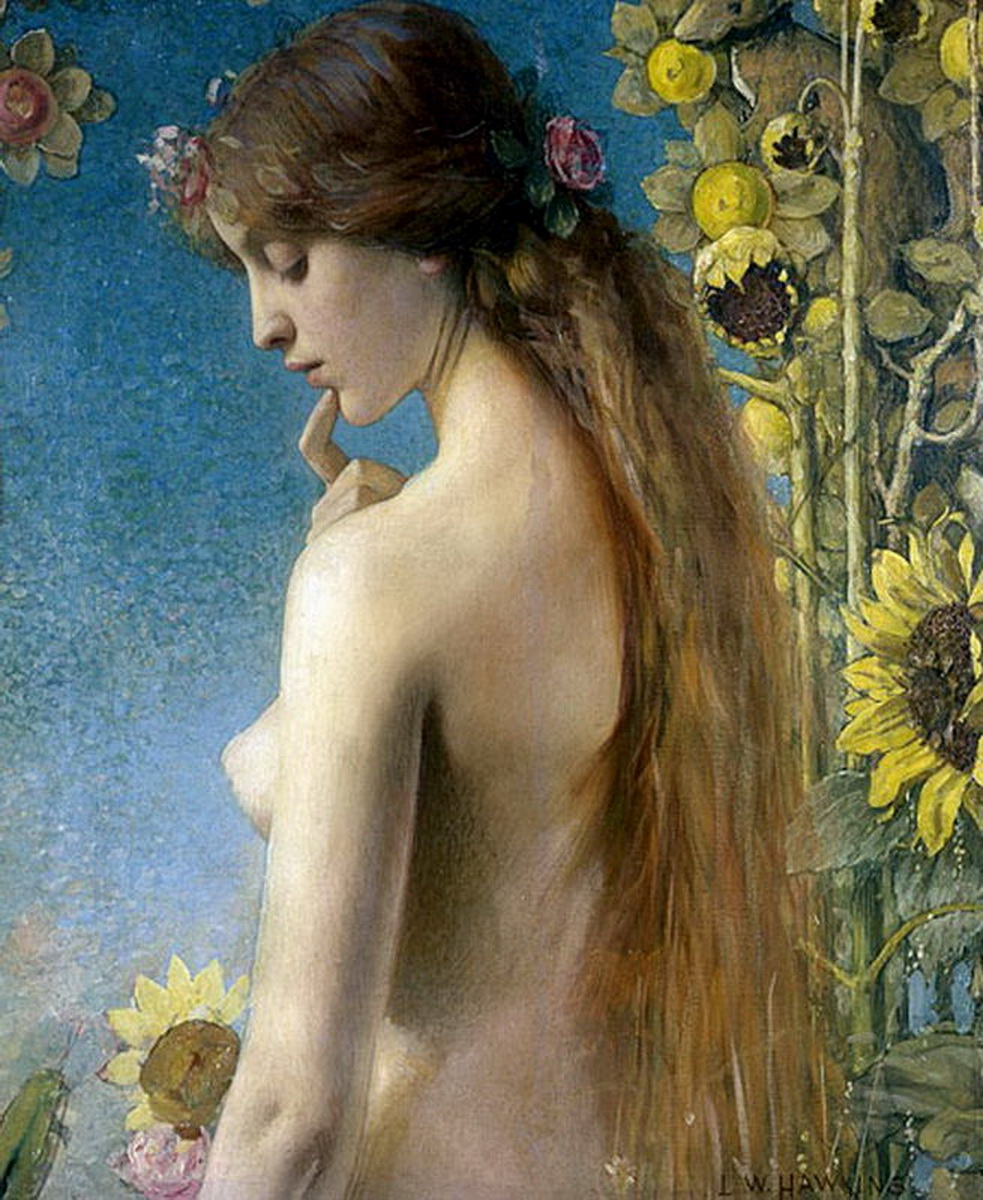
Louis Welden Hawkins:Clytie

Louis Welden Hawkins (* 1. Juli 1849 in Stuttgart oder Esslingen; † 1. Mai 1910 in Paris) war ein französischer Maler des Symbolismus britisch-österreichischer Herkunft.

## Leben

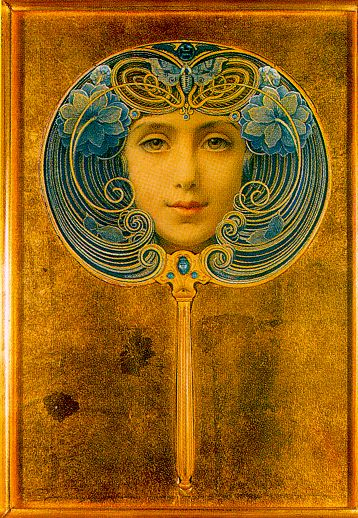
Masque

Der Sohn eines britischen Marineoffiziers und von Louise Sopransi, Baroness von Welden, einer Österreicherin und Tochter  eines Feldmarschalls, sollte eigentlich die militärische Laufbahn einschlagen. 1873 brach er aber mit seiner Familie, ging nach Paris und besuchte die Académie Julian in Paris. 1881 durfte er erstmals im Salon der Société des Artistes Français ausstellen. Er wählte zunächst den stilistischen Weg des Symbolismus, in seinen späteren Jahren betätigte er sich mehr als Landschaftsmaler, vornehmlich in der Bretagne und lebte in ärmlichen Verhältnissen. Im Salon der Société nationale des beaux-arts war er  1894 bis 1911 vertreten.
Befreundet war er mit Schriftstellern wie Jean Lorrain, Paul Adam, Laurent Tailhade, Robert de Montesquiou und Stéphane Mallarmé, aber auch mit Gewerkschaftern und sozialistischen Politikern.